# Hirse
Hirse (Panicum) er en planteslægt med mere end 400 arter, som hovedsageligt er udbredt i subtropiske og tropiske egne. Det er enårige eller stauder med oprette stængler, som dog kan være opstigende eller overhængende i enkelte af "knæene". Bladene er grundstillede eller spedtstillede på stænglerne. De er trådformede eller linjeformede og almindeligvis flade. Blomsterne er sædvanligvis samlet i en endestillet stand. Småaksene er oftest symmetriske og fladtrykte på forsiden. Stakken er urteagtig eller hindeagtig, oval eller aflang med eller uden tydelig spids. Mange af arterne (og en hel del arter af andre slægter) har været dyrket som fødekorn siden oldtiden under navnet "hirse". Her beskrives kun dem, som kendes i Danmark.
| Beskrevne Arter |

- Almindelig hirse (Panicum miliaceum) – kornsorten Hirse
- Hårfin hirse (Panicum capillare)
- Kutkihirse (Panicum sumatrense)
- Præriehirse (Panicum virgatum) – Ris-Hirse

| Beskrevne Arter |

| - Panicum amarum - Panicum ambiguum - Panicum anabaptistum - Panicum anceps - Panicum antidotale - Panicum aquaticum - Panicum arechavaletae - Panicum bartowense - Panicum bergii - Panicum bisulcatum - Panicum brachyanthum - Panicum brevifolium - Panicum campestre - Panicum capillarioides - Panicum chloroticum - Panicum coloratum - Panicum curviflorum - Panicum decolorans - Panicum decompositum - Panicum deustum - Panicum dichotomiflorum - Panicum dregeanum - Panicum effusum - Panicum flavescens - Panicum fluviicola - Panicum fulgidum - Panicum gattingeri - Panicum ghiesbreghtii - Panicum glabripes - Panicum gracilicaule | - Panicum hallii - Panicum havardii - Panicum hemitomon - Panicum hillmanii - Panicum hirstii - Panicum hirsutum - Panicum hirticaule - Panicum hochstetteri - Panicum kalaharense - Panicum lanipes - Panicum larcomianum - Panicum massaiense - Panicum milioides - Panicum millegrana - Panicum mindanaense - Panicum missionum - Panicum monticola - Panicum natalense - Panicum nephelophilum - Panicum niihauense - Panicum notatum - Panicum numidianum - Panicum obtusum - Panicum olyroides - Panicum paludosum - Panicum philadelphicum - Panicum phragmitoides - Panicum pilosum - Panicum plicatum - Panicum poaeoides | - Panicum polygonatum - Panicum prionitis - Panicum psilopodium - Panicum quadriglume - Panicum queenslandicum - Panicum racemosum - Panicum radicans - Panicum repandum - Panicum repens - Panicum reverchonii - Panicum rigidulum - Panicum schinzii - Panicum scopuliferum - Panicum sellowii - Panicum seminudum - Panicum serratum - Panicum stapfianum - Panicum stipitatum - Panicum stramineum - Panicum subalbidum - Panicum trachyrachis - Panicum trichanthum - Panicum trichocladum - Panicum trichoides - Panicum turgidum - Panicum urvilleanum - Panicum validum - Panicum verrucosum - Panicum versicolor - Panicum virescens - Panicum whitei |

Vær opmærksom på, at en del arter, der tidligere var anbragt under slægten Hirse (Panicum), nu skal findes under andre slægtsnavne. Det gælder f.eks. følgende:
- Almindelig hanespore (Echinocloa crus-galli) – tidligere: Panicum crus-galli
- Ampelhirse (Oplismenus hirtellus) – tidligere: Panicum hirtellum
- Bambushirse (Dichantelium clandestinum) – tidligere: Panicum clandestinum
- Coloradogræs (Urocloa texana) – tidligere: Panicum texanum
- Guineagræs (Megathyrsus maximus) – tidligere: Panicum maximum
- Schamahirse (Echinocloa colona) – tidligere: Panicum colonum

## Eksterne links
1. ↑  Zipcodezoo.com: Panicum Genus (engelsk)